# União das Igrejas Protestantes da Alsácia e Lorena
A União das Igrejas Protestantes da Alsácia e Lorena - UIPAL - ( em francês: Union des Églises protestantes d'Alsace et de Lorraine ) é a maior denominação protestante na Alsácia e Mosela. Foi formada em 2006, pela fusão da Igreja Protestante da Confissão de Augsburgo da Alsácia e Lorena e a Igreja Protestante Reformada da Alsácia e Lorena. Todavia, as denominações constituintes continuaram existindo como órgãos internos da denominações.

O antigo seminário protestante, agora sede do Consistório Superior. Estrasburgo, França.

A denominação permite a ordenação de mulheres e o casamento entre pessoas do mesmo sexo.
É membros do Conselho Mundial de Igrejas, Comunhão Mundial das Igrejas Reformadas e Federação Luterana Mundial.